# 574
| 574                |
| ------------------ |
| Dødsfald - Fødsler |
|                    |

| Gregoriansk kalender | 574 DLXXIV              |
| Ab urbe condita      | 1327                    |
| Armensk kalender     | 23 ԹՎ ԻԳ                |
| Kinesiske kalender   | 3270 – 3271 癸巳 – 甲午 |
| Etiopisk kalender    | 566 – 567               |
| Jødisk kalender      | 4334 – 4335             |
| Hindukalendere       |                         |
| - Vikram Samvat      | 629 – 630               |
| - Shaka Samvat       | 496 – 497               |
| - Kali Yuga          | 3675 – 3676             |
| Iransk kalender      | 48 BP – 47 BP           |
| Islamisk kalender    | 50 BH – 48 BH           |

Se også 574 (tal)